# Wapen van Mexico-Stad

Wapen van het Federaal District van Mexico

Het wapen van Mexico-Stad is, afgezien van enkele kleine wijzigingen, in gebruik sinds 17 december 1523. Het staat centraal in de niet-officiële Vlag van Mexico-Stad.
Het wapen toont een kasteel met daaromheen drie bruggen, met op twee van die bruggen een leeuw. Dit alles, afgezien van de rode luiken en deuren van het kasteel, in goud op een lichtblauwe achtergrond. Deze blauwe achtergrond verwijst naar het Texcocomeer waarin Mexico-Stad werd gesticht.
Het blauwe veld wordt omringd door een gouden rand waarin tien cactusbladeren staan afgebeeld.